# Andrzej Korzeniowski (profesor)
Andrzej Korzeniowski (ur. 18 września 1939 w Kole) – profesor zwyczajny, doktor nauk chemicznych, doktor habilitowany nauk towaroznawczych, rektor Wyższej Szkoły Logistyki w Poznaniu w latach 2001–2020.
Absolwent i pracownik naukowy Uniwersytetu Ekonomicznego w Poznaniu, w latach 1973-2008. Był m.in. kierownikiem Katedry Towaroznawstwa Przemysłowego (1991-2008). W latach 1968–1990 był dyrektorem Instytutu Gospodarki Magazynowej, a w latach 1979-1990 kierownikiem Zakładu Przechowalnictwa w Instytucie Gospodarki Magazynowej w Poznaniu. Od 1991 do 2018 roku przewodniczył Radzie Naukowej Instytutu Logistyki i Magazynowania. W 1990 roku profesor Andrzej Korzeniowski był inicjatorem powstania Centrum Kodów Kreskowych, a w latach 1993-2007 przewodniczącym Polskiej Rady Global System 1.
Główne kierunki zainteresowań naukowych:
- Wpływ materiałów opakowaniowych na jakość produktów przemysłowych, spożywczych i farmaceutycznych
- Przechowalnictwo towarów i klimatotechnologia magazynowania
- Jakość nadruków kodów kreskowych w różnych warunkach eksploatacji
- Opakowania w systemach logistycznych

## Życiorys
Andrzej Korzeniowski urodził się w Kole, gdzie w 1957 roku ukończył Liceum Ogólnokształcące. W tym samym roku rozpoczął studia w Wyższej Szkole Ekonomicznej w Poznaniu na kierunku towaroznawstwo, które ukończył w 1962 roku. Pierwszą pracę podjął w Wojewódzkim Związku Spółdzielni Pracy, a w 1968 roku był jednym ze współzałożycieli Centralnego Ośrodka Gospodarki Magazynowej w Poznaniu, przekształconego w 1978 roku w Instytut Gospodarki Magazynowej (obecnie Instytutu Magazynowania i Logistyki). W 1967 roku został doktorem nauk chemicznych, a w 1973 roku został zatrudniony w Katedrze Towaroznawstwa Artykułów Przemysłowych w Wyższej Szkole Ekonomicznej w Poznaniu. W 1979 roku został doktorem habilitowanym towaroznawstwa. W 1984 roku uzyskał tytuł profesora nauk towaroznawczych, a w 1992 roku profesora zwyczajnego. Od 2001 do 2020 roku był rektorem Wyższej Szkoły Logistyki. 
Andrzej Korzeniowski był członkiem Rady Gospodarki Żywnościowej przy Radzie Ministrów (1981-1989), członkiem Centralnej Komisji ds. Stopni i Tytułów Naukowych (1991-2007), członkiem Komisji Nauk Towaroznawczych – Nauk o Jakości PAN (od 1998 roku), członkiem Sekcji Logistyki Komitetu Transportu PAN (2003-2006), członkiem Internationale Gesellschaft fur Warenkunde und Technologie (od 1980 roku), członkiem Adger Accademy of Sciences and Letters w Norwegii (2009-2017).

## Publikacje
Profesor Andrzej Korzeniowski jest autorem ponad 300 prac, w tym 33 monografii lub rozdziałów w monografiach, 125 oryginalnych prac naukowych opublikowanych w czasopismach krajowych i zagranicznych, 12 podręczników i skryptów, 89 referatów i komunikatów naukowych oraz 30 publikacji popularnonaukowych.

### Wybrane monografie
- Warunki przechowywania wyrobów w magazynach, PWE Warszawa 1978
- Modernizacja gospodarki magazynowej, PWE Warszawa 1979
- Gospodarka opakowaniami w magazynach, PWE Warszawa 1979
- Technika i technologia przechowywania artykułów przemysłowych, AE Poznań 1993
- Ekologistyka zużytych opakowań, ILiM Poznań 2001
- Opakowania w systemach logistycznych, ILiM Poznań 2010

### Patenty
- Układ do pomiaru czasu i częstotliwości występowania zwilgocenia powierzchni magazynowanych wyrobów oraz kondensacji pary wodnej z powietrza w pomieszczeniach (1989 rok)
- Wielokanałowy sterownik temperatury i wilgotności względnej powietrza, zwłaszcza w pomieszczeniach magazynowych (1989 rok)
- Urządzenia do ciągłego osuszania powietrza oraz sposób ciągłego osuszania powietrza (1990 rok)
- Sposób chemicznej degradacji politereftalanu etylenu (2004 rok)

## Życie prywatne
Andrzej Korzeniowski jest żonaty – żona Grażyna, doktor neurologii. Córka Maria Korzeniowska-Marciniak jest doktorem nauk ekonomicznych, specjalistą w dziedzinie rynku dzieł sztuki. Andrzej Korzeniowski pasjonuje się żeglarstwem, siatkówką oraz muzyką Fryderyka Chopina.
Do 1959 roku był zawodnikiem Olimpii Koło.

## Nagrody i odznaczenia
W 1993 roku otrzymał nagrodę ministra edukacji narodowej. Jest doktorem honoris causa Uniwersytetu Ekonomicznego w Krakowie. W 2017 roku Rada Wydziału Chemii Uniwersytetu Adama Mickiewicza w Poznaniu odnowiła profesorowi Andrzejowi Korzeniowskiemu doktorat z chemii przyznany w 1967 roku, co jest wyrazem szczególnego uznania społeczności akademickiej dla jego naukowych osiągnięć. W 2019 został wyróżniony przez Towarzystwo im. Hipolita Cegielskiego statuetką Złotego Hipolita.
Odznaczony następującymi odznaczeniami:
- Krzyż Komandorski Orderu Odrodzenia Polski (2005)
- Krzyż Oficerski Orderu Odrodzenia Polski (1998)
- Krzyż Kawalerski Orderu Odrodzenia Polski (1986)
- Medal Komisji Edukacji Narodowej (1995)